# 每日电讯报事件
每日电讯报事件是1908年10月28日的英国《每日电讯报》刊登了德意志皇帝威廉二世希望增进德國—英國關係的言论后引发的争议。该事件是一场重大外交事故，恶化了两国关系，极大损害了德皇的声誉；此事过后，德皇对外交政策的影响力大减。此事件在德国国内造成的影响远大于国外。

## 刊登
《每日电讯报》刊登了看上去像是对德皇的采访的内容。但事实上，那些文字出自英国陆军军官爱德华·蒙塔古-斯图尔特-沃特利笔下，他修改了自己在1907年与威廉二世的一段对话的内容。《每日电讯报》将“采访”发给威廉二世，请求批准，后者将文章转交给德国总理伯恩哈德·冯·比洛，伯恩哈德·冯·比洛后来表示自己当时忙得不顾上编辑文件，但批评他的人们指责他不愿质疑皇帝的言论。伯恩哈德又将文件转交给德國外交部审阅，显然，外交部没有履行职责。文章中包含狂妄之词与毁坏外交关系的言论，其中最恶名昭彰的一段正是针对英国人的：
“你们英国人疯了，疯得像三月的野兔。你们完全得上了与自己的伟大国家不相称的疑心病，你们到底是怎么了？除了已做过的事情外，我还会做什么？我在市政厅的演讲中强调，我心向和平，与英国和睦相处是我一大深切愿望。我可曾失言过？我的性格中没有谎言与搪塞。我的行动就能证明，但你们却充耳不闻，去接受那些曲解、歪曲我的言行的人。这是令我愤懑的人格侮辱。”

威廉二世本打算借采访机会宣扬自己对英德关系的观点和构想，但由于在接受采访的过程中情绪迸发，结果他不仅惹了英国人，就连法国人、俄国人以及日本人都有了意见。威廉二世含蓄地表示，德国人根本不在乎英国人；法国人和俄国人还曾试图鼓动德国干涉第二次布尔战争；而且德国发展海军不是针对英国人，而是日本人。

## 影響
英国高层已经认定威廉二世的精神有些不正常，将这次失言作为进一步展现其飘忽不定的性格的证据，不认为这能证明德国政府对本国怀有敌意。
《每日电讯报》危机深深伤害了威廉二世的自信心，而他此前从未体会过这种痛苦，不久后他便一度陷入重度抑郁，始终未能完全走出阴霾。他对德国的对内与对外政策的影响力大不如前。

在德国国内，事件带来的影响十分显著；深重的难堪过后，接踵而来的便是要求皇帝退位的强烈呼声。保守派容克贵族政客埃拉德·冯·奥尔登堡-雅努肖是帝国议会中唯一一个在事件期间始终捍卫皇帝的议员。《每日电讯报》丑闻发生后的好几个月里，威廉二世一直非常低调。他后来逼总理伯恩哈德·冯·比洛辞职就是复仇之举，责怪他没有编辑文件便将其公开，讓自己出醜，而且自己又要遭受口诛笔伐 。伯恩哈德·冯·比洛在回忆录中如此写道：、
“很多德国人都有了一种不好的预感，国家最高统治者的如此…愚蠢，甚至幼稚的言行只将引来一种结果——灾难。”